# Sebastian Brandner
Sebastian Philipp Brandner (* 8. Februar 1983 in Bludenz) ist ein ehemaliger österreichischer Fußballtorwart.

## Karriere
Brandner begann seine Karriere beim Dornbirner SV. 2001 wechselte er in die Erste Liga zum FC Lustenau 07. Sein Debüt gab er im Derby gegen den SC Austria Lustenau. 2004 wechselte er zum Hauptstadtklub SV Donau Wien. Nachdem er dort für drei Jahre gespielt hatte, wechselte er 2006 zum Stadtrivalen First Vienna FC 1894, mit dem er 2009 den Aufstieg in den Profifußball erreichte. Nachdem er 2010 für drei Monate vereinslos gewesen war, wurde er vom Ligakonkurrenten SCR Altach verpflichtet. Nachdem er 2014 den Aufstieg in die Bundesliga erreicht hatte, gab er sein Bundesligadebüt am 34. Spieltag 2014/15 gegen die SV Ried.
Nach seinem Karriereende half er im Oktober 2016 kurzzeitig als Ersatztorwart bei der Amateurmannschaft der Altacher aus. Im Mai 2021 saß er dann, an Stelle des verhinderten Einsers Martin Kobras und des verletzen Dreiergoalies Jakob Odehnal, auch aushilfsweise noch einmal auf der Bank des Bundesligisten, wie auch im September 2021, als sich sowohl Einser Tino Casali und Zweier Odehnal verletzt hatten. Im April 2022 nahm er erneut den Platz des zweiten Tormanns ein.

## Trainerkarriere
Zur Saison 2016/17 beendete er seine Karriere als Spieler und übernahm den Posten des Tormanntrainers beim SCR Altach.